# Max Schöringhumer
Max Schöringhumer (* 20. Mai 1938 in Bregenz; † 24. Februar 2015) war ein österreichischer Politiker (FPÖ/VGÖ) und Technischer Kundenberater. Er war von 1984 bis 1989 Abgeordneter zum Vorarlberger Landtag.

## Ausbildung und Beruf
Schöringhumer besuchte die Volks- und Hauptschule in Bregenz und absolvierte danach von 1953 bis 1956 eine Lehre als Elektroinstallateur bei der Firma Kiechl und Hagleitner. Er legte im Oktober 1956 die Gesellenprüfung ab und besuchte danach von 1957 bis 1960 die Fachschule für Elektrotechnik an der HTL Bregenz. Zudem war er zwischen 1960 und 1961 für drei Semester an einer HTL in Wien.
Beruflich arbeitete Schöringhumer von 1956 bis 1957 als Elektroinstallateur beim Lichthaus Frener in Bregenz, danach war er von 1961 bis 1963 als Elektrotechniker bei Brown, Boveri & Cie. in Baden bei Zürich beschäftigt. Er absolvierte dazwischen von 1961 bis 1962 seinen Präsenzdienst und trat 1964 in den Dienst der Sauter AG in Basel. Um 1967 übersiedelte er wieder nach Vorarlberg und arbeitete bis 1968 für die Firma Heizbösch in Lustenau. Danach war er von 1968 bis 1972 als Technischer Kundenberater der Firma Strebel GmbH. tätig, arbeitete von 1972 bis 1974 für die Firma Grill in Fußach und war von 1974 bis 1997 bei der Mobil-Stahlpresswerk AG in Bernegg beschäftigt. Vor seiner Pensionierung 2001 war er ab 1997 für König Metallbau in Fußach tätig.

## Politik und Funktionen
Schöringhumer war ab Dezember 1973 Mitglied der FPÖ und vertrat diese von 1975 bis 1980 als Ersatzmitglied in der Gemeindevertretung von Lustenau. Er trat im Mai 1981 aus der FPÖ aus und arbeitete ab 1982 bei den Vereinten Grünen Österreichs (VGÖ) mit.
Im Jahr 1984 war er Gründungsmitglied des VGÖ-Landesverbandes Vorarlberg sowie von 1984 bis 1989 dessen Mitglied. 1983 kandidierte er für die „VGÖ – Liste Tollmann“ bei der Nationalratswahl. Mit der Wahlgemeinschaft der Alternativen Liste und der Vereinten Grünen Österreichs gelang ihm und seinen Mitstreitern bei der Landtagswahl 1984 der Einzug in den Vorarlberger Landtag, womit erstmals einer ökologischen Bewegung in Österreich der Einzug in einen Landtag gelang. Schöringhumer wurde in der Folge am 6. November 1984 als Abgeordneter des Wahlbezirkes Dornbirn im Vorarlberger Landtags angelobt.
Bereits ein Jahr später, im Dezember 1985, wurde er aufgrund von parteiinternen Differenzen aus dem grünen Landtagsklub ausgeschlossen. Danach war er bis zu seinem Ausscheiden aus dem Landtag am 23. Oktober 1989 fraktionsloser Abgeordneter. Während der einen Legislaturperiode, in der Schöringhumer dem Landtag angehörte, war er Mitglied im Volkswirtschaftlichen und im Energiepolitischen Ausschuss sowie Ersatzmitglied im Kultur- und im Umweltausschuss.
Schöringhumer war des Weiteren als Obmann der „Interessensgemeinschaft für alternative Lebens-, Umwelt und Energieformen“ aktiv sowie Mitinitiator der Bürgerinitiative gegen den Bau der Riedautobahn (S 18).

## Privates
Max Schöringhumer wurde als Sohn des Bauleiters Max Schöringhumer geboren, wobei sein Vater aus Leonding stammte. Seine Mutter Frieda Schöringhumer, geborene Rubner, war in Bregenz geboren worden. Schöringhumer heiratete 1963 Gerda Bieser und wurde zwischen 1965 und 1969 Vater von drei Söhnen.